# Cimopoleia
Cimopoleia (do grego antigo Κυμοπόλεια Kymopoleia) é filha do deus do mar Poseidon e da nereida Anfitrite. Cimopoleia é provavelmente uma personificação das ondas violentas do mar, e dos terrores marítimos, já que seu nome significa significa "aquela que cavalga as ondas".
Ela era casada com o hacatônquiro Briareu, e como o marido, seria colossal. Com ele, pode ter tido duas filhas, Oeolyca e Etna.
Cimopoleia foi citada na Teogonia, do poeta grego Hesíodo.

## O culto
Por ser uma ninfa, Cimopoleia não tinha culto próprio, e era sempre adorada junto a outras divindades, como seu pai ou reverenciada junto ao seu esposo por poetas que contavam a Titanomaquia, por exemplo, mas ela não tinha culto próprio ou templos reivindicados para si.